# Herbert Grünstein
Herbert Grünstein (* 27. Juli 1912 in Erfurt; † 9. Januar 1992 in Berlin) war ein deutscher kommunistischer Widerstandskämpfer gegen den Nationalsozialismus. Er war Generalleutnant und Stellvertreter des Ministers des Innern der DDR.

## Leben
Grünstein wurde als drittes Kind einer jüdischen Familie geboren. Sein Vater stammte aus einem kleinen Ort in der Rhön. Er war Lagerarbeiter und später Angestellter. Seine Mutter stammte aus Mülheim an der Ruhr. Sie arbeitete als Hausgehilfin und Verkäuferin. Grünstein besuchte von 1918 bis 1921 die Grundschule, von 1921 bis 1931 das Gymnasium Erfurt mit Abitur. Unter dem Einfluss seines Vaters, der SPD-Mitglied war, wurde er 1928 Mitglied des SAJ, des Jugendverbandes der SPD. 1930 wurde er Mitglied des KJVD und im August 1931 der KPD. Als politischer Leiter des Unterbezirks Erfurt des KJVD und Mitglied der Unterbezirksleitung der KPD von Juli 1932 bis 1933 arbeitete er eng mit dem Organisationsleiter der KJVD-Bezirksleitung Thüringen, Kurt Schneidewind, zusammen.
Nach der Machtergreifung durch die Nationalsozialisten Ende Januar 1933 leistete er illegale politische Arbeit als Instrukteur der KJVD-Bezirksleitung Thüringen. Als er in der Nacht des Reichstagsbrandes am 28. Februar 1933 verhaftet werden sollte, befand er sich bereits in einer anderen Unterkunft und entging auf diese Weise der Verhaftung. Dafür wurde sein Vater misshandelt und vorübergehend festgenommen. Später wurden seine Eltern zur Auswanderung nach Palästina gezwungen. Sie konnten erst 1950 in die alte Heimat, nunmehr die DDR, zurückkehren. Auf Beschluss der Partei ging er im Mai 1933 in die Emigration nach Luxemburg. Er zog dann in das Saargebiet und wurde 1934 von dort nach Luxemburg ausgewiesen. Im August 1935 emigrierte er nach Palästina und arbeitete dort als Land- und Straßenarbeiter. 1935/36 hatte er Kontakte zur Kommunistischen Partei Palästinas und leistete politische Arbeit in der Gewerkschaft und der Spanienhilfe.
Im August 1936 ging er nach Spanien und wurde im Spanischen Bürgerkrieg Angehöriger des Thälmann-Bataillons der XI. Internationalen Brigade. Einen vierwöchigen Lehrgang im Frühjahr 1937 an der Offiziersschule Pozo Rubio bei Albacete schloss er mit der Ernennung zum Leutnant und der Attestierung als Kompanieführer ab. Ende April 1937 wurde er mit Walter Janka und Fritz Baumgärtel zum Einsatz in eine spanische Einheit in Aragon kommandiert. Er kam zur 27. Division „Carlos Marx“ bei Almuniente und wurde als Kompanieführer und stellvertretender Bataillonskommandeur eingesetzt. Er wurde 1938 Mitglied der Kommunistischen Partei Spaniens und während der Schlacht am Ebro Hauptmann und Bataillonskommandeur. Im Oktober 1938 wurde er aus der spanischen Armee entpflichtet und im Norden Kataloniens in ein Demobilisierungslager gebracht. Am 28. Oktober 1938 erlebte er die Verabschiedung der Interbrigadisten in Barcelona. Am 8. Februar 1939 überschritt er mit der Masse der Interbrigadisten die französische Grenze und wurde in das Internierungslager Argelès-sur-Mer geschleust. Im April 1939 erfolgte seine Verlegung nach Gurs. Am 10. Mai 1940, dem Tag des Einfalls der deutschen Wehrmacht in die Niederlande, Belgien und Luxemburg wurde er in das Internierungslager Le Vernet verschleppt und im November 1941 nach Algier verschifft. Von dort transportierte man ihn in das Internierungslager Djelfa. Nach der Landung von britisch-amerikanischen Truppen in Nordafrika im November 1942 blieb die französische Kolonialverwaltung in Algerien unangetastet bestehen. Erst nachdem der kommunistische Abgeordnete im britischen Unterhaus William Gallacher seine Stimme dagegen erhob, dass im Machtbereich der verbündeten Armeen immer noch Antifaschisten eingekerkert waren, wurde die Weltöffentlichkeit auf die Situation der Internierten aufmerksam. Man versuchte, die Internierten zum Eintritt in die Fremdenlegion zu bewegen, beschloss dann aber, sie bis zur endgültigen Klärung ihres Aufenthaltes in den Nachschubdepots in sogenannten Arbeitseinheiten einzusetzen. Im April 1943 konnte er Djelfa verlassen und arbeitete im Hafen von Algier in einem Brennstoffdepot. Am 26. November 1943 begann seine Ausreise in die Sowjetunion. Über Kairo, Suez, Haifa, Bagdad, Basra, Teheran und Bender-Schah gelangte er im Dezember 1943 nach Krasnowodsk in die Sowjetunion. In Moskau erhielt er 1944 eine Ausbildung und wurde dann mit Aufklärungs- und Abwehraufgaben betraut. Das Kriegsende am 8. Mai 1945 erlebte er in Moskau. 
Am 20. Mai 1945 wurde er in das Dorf Talizy bei Juscha (etwa 300 km nordöstlich von Moskau) geschickt, bei dem sich das Kriegsgefangenenlager 165 befand. Hier wurde er Lehrer an der Antifa-Schule, der späteren Zentralschule 2041. Als Klassenleiter erhielt er Kurt Gossweiler als Assistenten. An der Schule lernte er Paula Bessler (1913–1989) kennen, die in der Leitung des Objekts tätig war und später als Lehrerin eingesetzt wurde. Sie war die älteste von neun Geschwistern und war 1943 nach Talizy gekommen, wo ihr Bruder als Lehrer arbeitete. Sie heirateten und bekamen im November 1946 ihre Kinder Eva und Peter, ein Zwillingspaar. Grünstein wurde 1947 Leiter des deutschen Sektors und nach der Abberufung Robert Naumanns noch im selben Jahr stellvertretender Leiter der Antifaschule. 
Im September 1948 kehrte er mit seiner Familie nach Deutschland in die sowjetische Besatzungszone zurück, wo er zunächst im Parteiapparat der SED arbeitete. In der Kaderabteilung des Zentralvorstandes war er für den Einsatz der Absolventen der Antifa-Schulen und Mitstreiter aus dem NKFD verantwortlich. Auf Beschluss des Sekretariats des SED-Parteivorstandes trat er am 1. Februar 1949 in die Deutsche Volkspolizei (DVP) ein. Er wurde Mitarbeiter der Hauptabteilung (HA) Polit-Kultur in der Deutschen Verwaltung des Innern (DVdI), zunächst als VP-Inspekteur und Stellvertreter des Leiters der HA Polit-Kultur und nach Gründung der DDR als Chefinspekteur und Stellvertreter des Leiters der HA Polit-Kultur in der Hauptverwaltung Deutsche Volkspolizei (HVDVP) im Ministerium des Innern (MdI). Im Januar 1951 wurde er als Nachfolger des abgesetzten Generalinspekteurs Hans Klein Leiter dieser Abteilung, die 1952 in Politische Verwaltung umbenannt wurde. Von September 1955 bis 1957 war er Stellvertreter und vom Februar 1957 bis Oktober 1973 1. Stellvertreter des Ministers des Innern und gleichzeitig Staatssekretär im MdI. Im Juli 1957 wurde er vom Chefinspekteur zum Generalmajor umattestiert und am 29. Juni 1962 auf Beschluss des Ministerrates der DDR zum Generalleutnant befördert.
Von 1974 bis 1984 war er stellvertretender Generalsekretär bzw. Sekretär für internationale Beziehungen der Gesellschaft für Deutsch-Sowjetische Freundschaft (DSF), von 1974 bis 1989 Vorsitzender des Bezirkskomitees Berlin der Antifaschistischen Widerstandskämpfer der DDR und ab 1976 Mitglied der SED-Bezirksleitung Berlin. Er war 20 Jahre lang von 1953 bis 1973 neben Erich Mielke zweiter Vorsitzender der Zentralen Leitung der Sportvereinigung Dynamo.
Grünstein war Mitglied des Vorstandes der Stiftung Neue Synagoge Berlin – Centrum Judaicum. Seine jüdische Identität hielt er – auch vor seiner Tochter Eva Grünstein-Neumann – lange verborgen. Grünstein starb im Alter von 79 Jahren. Seine Urne wurde auf dem Zentralfriedhof Berlin-Friedrichsfelde in der Gräberanlage für Opfer des Faschismus und Verfolgte des Naziregimes beigesetzt, wo auch seine Frau Paula (Tochter der rumänischen Außenministerin Ana Pauker) bestattet ist.

## Auszeichnungen
- 1954 Vaterländischer Verdienstorden in Silber, 1972 in Gold
- 1956 Hans-Beimler-Medaille
- 1957 Ernst-Moritz-Arndt-Medaille
- 1965 Orden Banner der Arbeit
- 1969 Scharnhorst-Orden
- 1977 Karl-Marx-Orden
- 1985 Medaille „40. Jahrestag des Sieges im Großen Vaterländischen Krieg 1941–1945“[5]
- 1987 Ehrenspange zum Vaterländischen Verdienstorden in Gold

## Veröffentlichungen
- Der Kampf hat viele Gesichter, Militärverlag der DDR, Berlin 1988.